# Right2Water
Right2Water è stata una campagna di iniziativa popolare per impegnare l'Unione europea e gli Stati membri ad attuare il diritto umano all'acqua e ai servizi igienici ed è stata la prima iniziativa dei cittadini europei a raggiungere il milione di firme.

## Obiettivi e risultati
L'iniziativa proponeva tre obiettivi dichiarati:
1. Acqua e servizi igienici garantiti per tutti in Europa.
2. Nessuna liberalizzazione dei servizi idrici.
3. Accesso universale (globale) all'acqua e ai servizi igienici.

L'iniziativa rappresentava più di 120 ONG ed è stata sostenuta dai sindacati tedeschi e austriaci. Il 21 marzo 2013 è stato raggiunto il traguardo del milione di firme e il 7 maggio 2013 è stata raggiunta la quota minima di firme in sette paesi. La raccolta delle firme si è conclusa  il 7 settembre 2013, con un totale di 1.857.605 firme.
L'iniziativa è stata presentata alla Commissione europea nel dicembre 2013 e l'audizione pubblica presso il Parlamento europeo si è svolta il 17 febbraio 2014. Nel marzo 2014 la commissione ha adottato la comunicazione in risposta all'iniziativa Right2Water. Il 1° luglio 2015 è stata pubblicata dalla Commissione Europea la roadmap per la valutazione della Direttiva sull'acqua potabile.
In risposta, il Parlamento europeo ha criticato la commissione per non aver soddisfatto le richieste dell'iniziativa. La relazione dell'eurodeputata dello Sinn Féin Lynn Boylan ha invitato la Commissione "a riconoscere che l'accesso all'acqua a prezzi accessibili è un diritto umano fondamentale".
Nel 2010, tre anni prima della petizione, il comune di Parigi era stato il primo ente locale europeo ad aver concluso il processo di rimunicipalizzazione dell'acqua e dei servizi igienico-sanitari, affidato a Eau de Paris.

## Risposta della Commissione europea
Il 19 marzo 2014 la commissione ha accolto in parte le proposte. La commissione comprendeva quanto segue:
1. Un rafforzamento dell'attuazione della legislazione sulla qualità dell'acqua, sulla base degli impegni presentati nel 7° PAA e nel Water Blueprint;
2. Avvio di una consultazione pubblica a livello dell'UE sulla direttiva sull'acqua potabile, in particolare al fine di migliorare l'accesso all'acqua di qualità nell'UE;
3. Miglioramento della trasparenza per la gestione dei dati sulle acque reflue urbane e sull'acqua potabile ed esplorare l'idea di un benchmarking della qualità dell'acqua;
4. Istituzione di un dialogo più strutturato tra le parti interessate sulla trasparenza nel settore idrico;
5. Cooperazione con le iniziative esistenti per fornire una serie più ampia di parametri di riferimento per i servizi idrici;
6. Stimolazione di approcci innovativi per l'assistenza allo sviluppo (es. sostegno a partenariati tra operatori idrici e partenariati pubblico-pubblico); promuovere la condivisione delle migliori pratiche tra gli Stati membri (ad esempio sugli strumenti di solidarietà) e individuare nuove opportunità di cooperazione.
7. Promozione dell'accesso universale all'acqua potabile sicura e ai servizi igienico-sanitari come area prioritaria per i futuri obiettivi di sviluppo sostenibile.